# Carolina Michaëlis de Vasconcelos

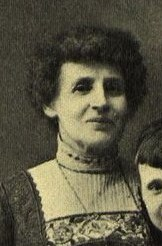
Retrato de Carolina Michaëlis de Vasconcellos (c. 1911).

Carolina Guillermina Michaëlis de Vasconcellos (Berlín, 15 de marzo de 1851-Oporto, 22 de noviembre de 1925),  nacida como Karoline Michaëlis, fue una filóloga, medievalista, lexicógrafa, escritora, lusitanista e hispanista alemana. Fue la primera mujer en enseñar en una universidad portuguesa, la Universidad de Coímbra y, además, se convirtió en una de las primeras en entrar en la Academia de las Ciencias de Lisboa. Destacó su labor de mediadora entre la cultura alemana y portuguesa.

## Biografía
Fue la última de los cinco hijos del matemático Gustav Michaelis (1828-1887) y hermana de la también filóloga y lexicógrafa Henriette Michaelis. Hizo estudios primarios y secundarios, pero como entonces no estaba permitido el acceso a la universidad a las mujeres, se educó de forma autodidacta en filología clásica y románica, también con el romanista amigo de la familia Carl Goldbeck (1830—1900). Desde joven comenzó a publicar sus primeros trabajos y a intercambiar correspondencia con los romanistas más prestigiosos del momento como Graziadio Isaia Ascoli, Gaston Paris, Adolf Mussafia, Hugo Schuchardt o Friedrich Diez. Conoció a su futuro marido también a través de su correspondencia sobre temas filológicos: el historiador del arte y musicólogo portugués Joaquim de Vasconcelos, con quien se casó en Berlín en 1876, su ciudad de nacimiento. Desde entonces se volvió una gran amante de lo portugués y eso la condujo a ampliar su correspondencia con innumerables hombres de letras y grandes de la cultura, como los portugueses Eugénio de Castro, Antero de Quental, João de Deus de Nogueira Ramos, Henrique Lopes de Mendonça, José Leite de Vasconcelos, el Conde de Sabugosa, Teófilo Braga, Trindade Coelho, Anselmo Braamcamp Freire, Sousa Viterbo, Alexandre Herculano, los médicos y escritores António Egas Moniz y Ricardo Jorge, y los romanistas españoles Menéndez Pelayo y Menéndez Pidal, sin contar otras personalidades francesas, inglesas y alemanas.
Estudió la literatura de la península ibérica en multitud de obras y ensayos, y editó algunos textos de su literatura medieval; fue asimismo profesora de filología románica en Coímbra y en 1911 fue la primera profesora mujer en enseñar romanística y germanística en la Faculdade de Letras de la universidad de Lisboa; dirigió la revista Lusitânia (1924-1927) hasta el mismo año de su muerte. En 1926 fue elegida presidenta honoraria por el Consejo Nacional de las Mujeres Portuguesas, homenajeándola con un número especial de su revista Alma Femenina.
Falleció en la ciudad de Oporto el día 22 de octubre de 1925, a los 74 años de edad. Escritores, periodistas y conocidos, como también Teixeira Gomes, Presidente de la República, y el rey D.Manuel II, estuvieron presentes en su entierro.

## Obra
- Romancero del Cid (Leipzig, 1870),[1] que es un estudio de literatura española.
- Tres flores del teatro antiguo español (1876), se trata de otro estudio de literatura española.
- Palmerín de Inglaterra (Halle, 1883).
- Un estudio del libro de caballerías (1904).
- Poesias de Sá de Miranda, 1885.
- História da Literatura Portuguesa, 1897.
- A Infanta D. Maria de Portugal e as suas Damas (1521-1577), 1902.
- Ed. del Cancioneiro da Ajuda (2 vols.), 1904.[1]
- Dicionário Etimológico das Línguas Hispânicas.
- Estudos sobre o Romanceiro Peninsular: Romances Velhos em Portugal.
- As Cem Melhores Poesias Líricas da Língua Portuguesa, 1914.
- A Saudade Portuguesa, 1914.
- Notas Vicentinas: Preliminares de uma Edição Crítica das Obras de Gil Vicente, 1920-1922, 4 vols.
- Autos Portugueses de Gil Vicente y dela Escuela Vicentina, 1922.
- Mil Provérbios Portugueses.